# Priceïta
La priceïta, també anomenada pandermita, és un mineral de la classe dels borats que rep el seu nom del metal·lúrgic americà T. Price.

## Característiques
La priceïta és un borat de fórmula química Ca₂B₅O₇(OH)₅·H₂O. Cristal·litza en el sistema monoclínic. Els cristalls són plaques amb un contorn ròmbic, de fins a 20 μm, agrupats en llibres; generalment criptocristal·lins, de nodulars a massius. La seva duresa a l'escala de Mohs és de 3 a 3,5.
Segons la classificació de Nickel-Strunz, la priceïta pertany a «06.EB - Inopentaborats» juntament amb els següents minerals: larderel·lita, ezcurrita, probertita i tertschita.

## Formació i jaciments
La priceïta és un producte de deposició en fonts termals i dipòsits solfatàrics, també és un component d'evaporites enriquides amb borat; pot derivar de la colemanita.
Va ser descoberta a Lone Ranch Priceite Prospect, al comtat de Curry (Oregon, Estats Units). També ha estat descrita a Alemanya, el Canadà, els Estats Units, el Japó, el Kazakhstan, Mèxic, el Regne Unit i Rússia.
Sol trobar-se associada a altres minerals com: colemanita, ulexita, guix, aragonita i calcita.